# Máiréad Nesbitt
Máiréad Nesbitt (pronuncia-se /Múr-eid Nésbit/) é uma violinista, pianista e compositora irlandesa, nascida na cidade de Loughmore no Condado de Tipperary, Irlanda.

## Biografia
Máiréad toca violino desde os 6 anos de idade e piano desde os 4. Os seus pais, John e Kathleen Nesbitt, são ambos professores de música. Tem uma irmã, Frances, e quatro irmãos, Seán, Michael, Noel e Karl, todos eles músicos.
Seus estudos formais em música iniciaram-se no Convento Ursuline em Thurles, Irlanda, e tiveram continuidade no Waterford Institute of Technology, na Cork School of Music, onde estudou sob a orientação de Cornelia Zanidache, na London Royal Academy e Trinity College of Music. Sua pós-graduação em música (violino e piano) foi realizada sob a orientação de Emanuel Hurwitz. Foi também integrante da National Youth Orchestra of Ireland.
O início de sua carreira profissional ocorreu em 1991 como violinista da RTE Concert Orquestra. De 1996 até 2001 foi violinista principal dos espetáculos Lord of the Dance e Feet of Flame de Michael Flatley tendo também participado das turnês internacionais de Feet of the Flame e das gravações  das trilhas sonoras originais de ambos os shows. Atuou também na gravação da trilha sonora original de Riverdance.
Em 2001 Máiréad lançou seu primeiro álbum solo, Raining up, que abrange diversos estilos musicais.
Em 2004 foi convidada por Sharon Browne de Celtic Collections e David Downes para participar da gravação ao vivo do show Celtic Woman filmado para a PBS TV. O sucesso foi tão consagrado que decidiram prosseguir como grupo. Já gravou até a presente data 7 CDS e DVDS com o grupo Celtic Woman:
- Celtic Woman - 2004
- Celtic Woman: A Christmas Celebration - 2006
- Celtic Woman: A New Journey - 2007
- Celtic Woman: Songs from the Heart - 2009
- Celtic Woman: Believe - 2012
- Celtic Woman: Emerald - 2014
- Celtic Woman: Destiny - 2016

A trilha sonora do espetáculo de dança denominado Irish Dance Invasion foi composta por Máiréad e Tibor Kasza, coreografado por Stephen Scariff e Ronan Morgan, e dirigido por Robert Alfoldi.
Joel McNeely, compositor da trilha sonora original do filme Tinker Bell,  produzido pelos estúdios Walt Disney, contou com a participação de Máiréad como uma das solistas.